# Tuffi ai campionati mondiali di nuoto 2009 - Trampolino 3 metri sincro femminile
Le qualificazioni si sono disputate il 23 luglio 2009; hanno partecipato 26 atlete di 13 nazioni; le prime 12 dopo il primo turno sono passati alla finale che si disputerà il 24 luglio.

## Medaglie
| Posizione | Atleti                                  | Paese  |
| --------- | --------------------------------------- | ------ |
|           | Guo Jingjing, Wu Minxia                 | Cina   |
|           | Tania Cagnotto, Francesca Dallapé       | Italia |
|           | Julija Pachalina, Anastasia Pozdniakova | Russia |

## Risultati
| Pos. | Atlete                                           | Prel.  | Prel. | Finale | Finale |
| Pos. | Atlete                                           | Punti  | Pos.  | Punti  | Pos.   |
| ---- | ------------------------------------------------ | ------ | ----- | ------ | ------ |
|      | Cina Guo Jingjing, Wu Minxia                     | 342.90 | 1     | 348.00 | 1      |
|      | Italia Tania Cagnotto, Francesca Dallapé         | 316.20 | 2     | 329.70 | 2      |
|      | Russia Julija Pachalina, Anastasia Pozdniakova   | 305.49 | 3     | 310.80 | 3      |
| 4    | Canada Jennifer Abel, Melanie Rinaldi            | 302.70 | 5     | 309.90 | 4      |
| 5    | Australia Briony Cole, Sharleen Stratton         | 301.74 | 6     | 309.18 | 5      |
| 6    | Stati Uniti Kelci Bryant, Ariel Rittenhouse      | 297.42 | 7     | 305.10 | 6      |
| 7    | Messico Paola Espinosa, Laura Sachez             | 304.50 | 4     | 304.50 | 7      |
| 8    | Giappone Mai Nakagawa, Sayaka Shibusawa          | 282.96 | 9     | 291.45 | 8      |
| 9    | Germania Katja Dieckow, Nora Subschinski         | 285.90 | 8     | 282.30 | 9      |
| 10   | Ucraina Olena Fedorova, Alevtyna Korolyova       | 281.73 | 10    | 263.67 | 10     |
| 11   | Paesi Bassi Raisa Geurtsen, Iris Janssen         | 257.16 | 11    | 262.44 | 11     |
| 12   | Ungheria Piroska Flóra Gondons, Zsófia Reisinger | 234.96 | 12    | 245.19 | 12     |
| 13   | Macao Sut Ian Choi, Sut Kuan Choi                | 228.96 | 13    | -      | -      |